# Колосово (Тульская область)
Колосово — посёлок в составе муниципального образования город Алексин Тульской области России.

## География
Посёлок находится в северо-западной части Тульской области, в пределах северо-восточного склона Среднерусской возвышенности, в подзоне широколиственных лесов, на левом берегу реки Оки, вблизи места впадения в неё реки Полянки, на расстоянии примерно 2 километров (по прямой) к северу от города Алексина, административного центра округа. Абсолютная высота — 182 метра над уровнем моря.
Климат
Климат характеризуется как умеренно континентальный, с ярко выраженными сезонами года. Средняя температура воздуха летнего периода — 16 — 20 °C (абсолютный максимум — 38 °С); зимнего периода — −5 — −12 °C (абсолютный минимум — −46 °С). Снежный покров держится в среднем 130—145 дней в году. Среднегодовое количество осадков — 650—730 мм.
Часовой пояс
Посёлок Колосово, как и вся Тульская область, находится в часовой зоне МСК (московское время). Смещение применяемого времени относительно UTC составляет +3:00.

## Усадьба Чертковых-Пасхаловых
Первый ансамбль усадьбы в селе был построен в 1-й четверти XIX века. Он включал несколько обширных изолированных и замкнутых хозяйственных комплексов, расположенных по обеим сторонам центральной аллеи. Парадная зона усадьбы состояла из главного дома и двух фланкирующих парадный двор флигелей. Облик главного дома был «монументализирован» теми же средствами, что и флигели. П-образное в плане здание отличалось простыми и крупными членениями, гармонично сочетавшимися с гладью стен. Только обращенный к Оке и парку фасад имел ротонду с колоннадой под куполом, придававшую монументальному архитектурному звучанию величавый оттенок. Здесь часто устраивались приемы и балы. Единственная дочь София (1855 – после 1930), возможно именно после смерти мужа, продала усадьбу К.Н. Пасхалову, который кардинально перестроил дом. Стрельчатые окна, граненые пилястры, зубчатые завершения стен и дымоходов придали зданию вид средневекового замка. От дома к усадебному парку, в котором располагались два круглых фонтана и бассейн с балюстрадой, вела белокаменная лестница. Левую половину усадьбы занимали хозяйственные постройки. Правую – сад с частью парка. 
В настоящее время усадьба руинирована. На территории сохранились хозяйственные здания той поры. Например, в пристройке, которую занимала барская оранжерея, впоследствии расположился Алексинский гидрометеорологический техникум.

### Исторические личности
Владельцы усадьбы:
- Чертков Александр Дмитриевич (1800–1859) – штабс-ротмистр, предводитель дворянства Верейского уезда, владелец земель в Калужской, Тверской, Ярославской, Владимирской, Нижегородской, Новгородский и Симбирской губерниях. Соседи называли его «Денежным» поскольку он владел домом в Денежном переулке в Москве.

- Чертков Дмитрий Александрович (1824–1872) – воспитанник Императорского Царскосельского лицея, камер-юнкер двора Его императорского величества, попечитель Калужских богоугодных заведений.

- Клавдий Никандрович Пасхалов (1843–1924) – русский православный писатель и публицист, общественный деятель.

## Население
| 2002 | 2010 |
| ---- | ---- |
| 226  | ↘209 |

Половой состав
По данным Всероссийской переписи населения 2010 года в гендерной структуре населения мужчины составляли 39,7 %, женщины — соответственно 60,3 %.
Национальный состав
Согласно результатам переписи 2002 года, в национальной структуре населения русские составляли 92 % из 226 чел.